# Admontit
Admontit je minerál ze skupiny borátů. Jedná se specificky o hydratovaný borát, s velice raritním výskytem. Pojmenován byl podle místa poblíž nálezu, a to Admont v Rakousku.

## Vznik
Jeho výskyt je primárně vázán na sádrovcová ložiska se zvýšeným obsahem bóru.

## Vlastnosti
- Fyzikální vlastnosti: Tvrdost 2-3, křehký, hustota 1,831 g/cm³, štěpnost není známa, lom je lasturnatý.
- Optické vlastnosti: Je bezbarvý. Vryp je bílý, lesk skelný. Je průhledný i průsvitný.
- Chemické vlastnosti: Složení: Mg 6,48 %, B 17,28 %, Al 15,68 %, H 3,76 %, O 72,48 %. Je slabě rozpustný ve vodě.

## Výskyt
Jediné známe naleziště je u města Admont v rakouském Štýrsku, podle této lokality byl admontit pojmenován.

## Parageneze
Často v asociaci se sádrovcem, anhydritem, hexahydritem, löweitem, eugsteritem, pyritem a křemenem.

## Využití
Tento minerál nemá žádné praktické využití. Slouží pouze pro vědecké účely a je předmětem vědeckého zkoumání.